# Žepina
Žepina – wieś w Słowenii, w gminie miejskiej Celje. W 2018 roku liczyła 105 mieszkańców. 